# エワ・クロブコフスカ

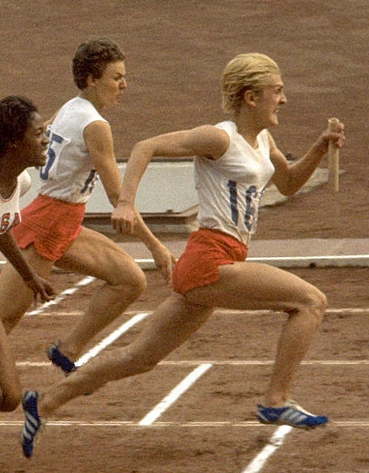
1964年東京オリンピックの4×100mリレーでハリナ・ゴレツカからバトンを受け取るクロブコフスカ（右）

エワ・ヤニナ・クロブコフスカ（ポーランド語: Ewa Janina Kłobukowska、ポーランド語の読みはエヴァ・クウオブコフスカ、1946年10月1日 - ）は、ポーランドの陸上競技選手。1964年東京オリンピックの金メダリストである。

## 経歴
クロブコフスカは、1964年東京オリンピックの100mでは、アメリカのワイオミア・タイアス、エディス・マガイヤーに次いで銅メダルに終わるが、テレサ・チェプラ、イレーナ・キルシェンステイン、ハリナ・ゴレツカとともに出場した4×100mリレーでは、見事金メダルを獲得した。
オリンピックの翌年の1965年には、100mで11秒1の世界新記録を樹立。1966年のブダペストで開催されたヨーロッパ選手権では100mと4×100mリレーの2種目で金メダル、200mでも銀メダルを獲得。
1967年にクロブコフスカはキエフでの欧州選手権において、ドーピング違反を疑われた。その後、身体検査に代わって導入された染色体検査によって国際陸上競技連盟から「女性ではない」と裁定され、東京五輪の金メダルを含む彼女の記録を全て抹消されたうえ、以後は競技を続けることができなくなった。
1968年、男児を出産。
東欧革命後の1990年には裁定の誤りが証明され、IOCは1999年にメダルを返却した。